# Helmholtzia glaberrima
Helmholtzia glaberrima là một loài thực vật có hoa trong họ Philydraceae. Loài này được (Hook.f.) Caruel mô tả khoa học đầu tiên năm 1881.